# Tupinambás de Olivença
Os tupinambás de Olivença são um povo indígena que vive ao redor do distrito de Olivença, no município de Ilhéus, no litoral sul da Bahia, nordeste do Brasil. Em 2001 foram reconhecidos como etnia pela Fundação Nacional dos Povos Indígenas.
O direito à autodeterminação dos tupinambás de Olivença é constantemente questionado por agentes públicos e privados, que se utilizam de estratégias que burocratizam e judicializam as vidas dos indígenas. Tais questionamentos são promovidos por fazendeiros de cacau que invadiram as terras dos Tupinambás de Olivença e foram responsáveis pelo desaparecimento do Caboclo Marcelino.

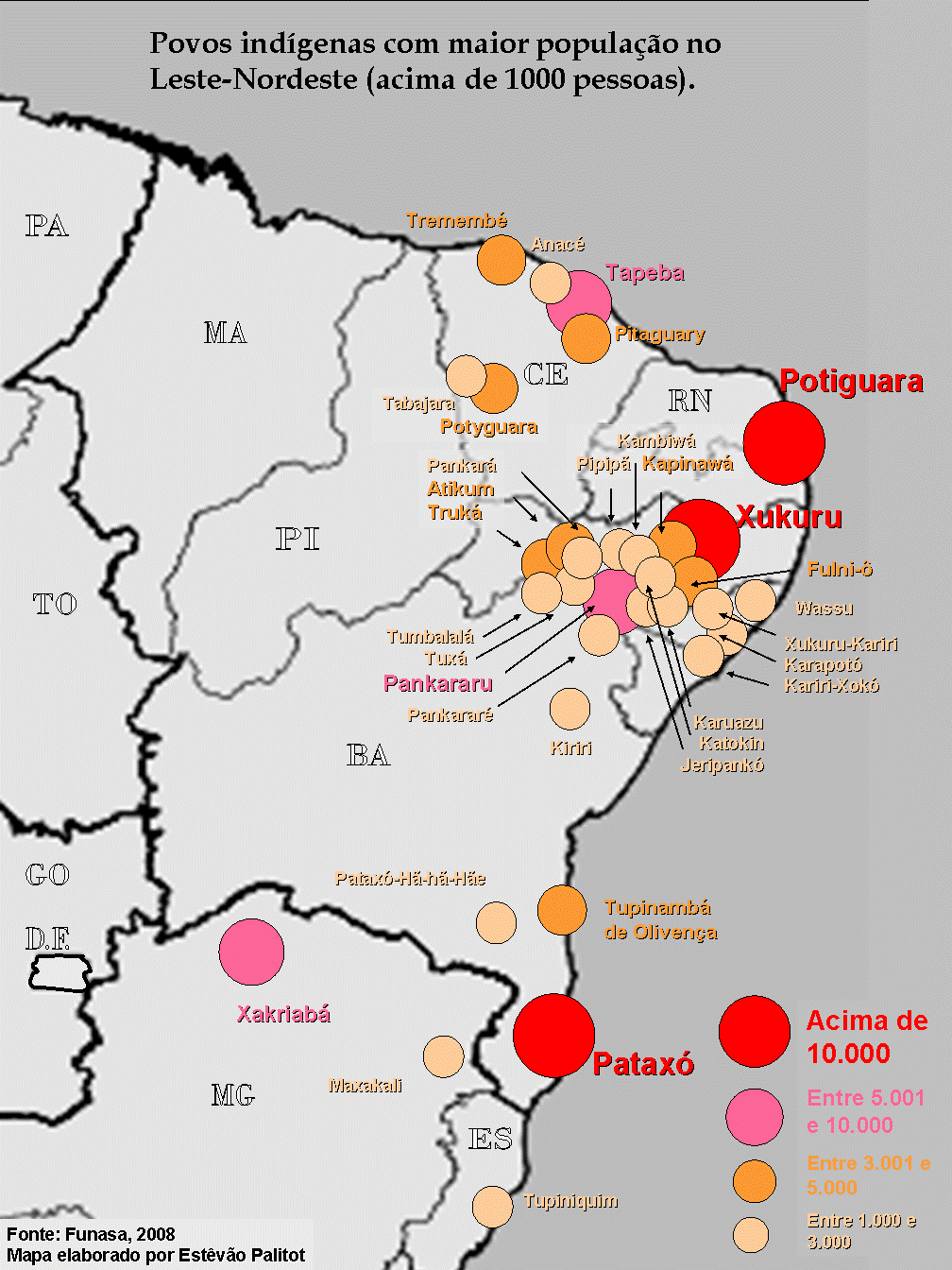
Distribuição atual e estimativa das populações de etnias indígenas no leste do Brasil, entre Minas Gerais e Ceará.

## Terra Indígena
As terras que os tupinambás de Olivença requerem estão situadas nos municípios de Ilhéus, Buerarema e Una, no estado da Bahia. Estimados aproximadamente em 3 000 indivíduos, os tupinambás habitam em pequenas unidades familiares distribuídas em uma área que abrange tanto a costa marítima quanto uma região de mata atlântica a norte e ao sul do distrito de Olivença e, para o interior, até uma cadeia de montanhas composta pelas serras das Trempes, do Serrote e do Padeiro.[carece de fontes?]
A área urbana de Olivença é o marco referencial da área que está sendo proposta. O local teve origem em 1680 com a edificação do aldeamento jesuíta Aldeia de Nossa Senhora da Escada, sendo também área de habitação permanente.[carece de fontes?]

## Ocupação

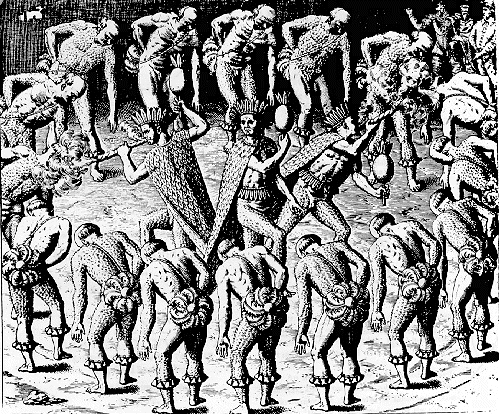
Gravura do século XVI retratando cerimônia dos índios tupis

O território hoje denominado vila de Olivença pode ser documentado a partir de transformações históricas contínuas e assentes em critérios de organização social e de reação ao embate político entre os missionários, os colonizadores e "brancos" de modo geral, que remonta ao século XVII.[carece de fontes?]
Mesmo antes de se fixarem no aldeamento jesuíta, as referências históricas mostram que os índios já se encontravam nesta região bem como em grande parte de toda a costa Brasileira, sendo que a maioria tem a procedência tupi (Tupiniquins), havendo a menção da existência de aimorés, botocudos e outros grupos provenientes de outros aldeamentos jesuítas da região de Ilhéus. Em um contexto geral, os grupos indígenas existentes à época do colonialismo resistiram à ocupação das terras e atacavam os empreendimentos coloniais, o que postergou a ocupação e a fixação de aldeamentos em todo o Brasil inclusive nessa área ao sul do estado da Bahia. No entanto, se os índios resistiam, a Coroa Portuguesa mantinha seus interesses na ocupação e povoamento das terras e, como forma de contê-los, os enfrentou subjugando-os. Com a edificação do aldeamento, o povoamento passou a ser projetado segundo os modelos de espaços quadriculares onde os jesuítas implantaram seu projeto pedagógico e disciplinar.[carece de fontes?]
Em 1750, por diretiva do Marquês de Pombal, os povoamentos indígenas que, anteriormente, tinham nomes religiosos, ganharam toponímias de lugares da metrópole, criando simbolicamente uma ideia do território colonizado como uma réplica de um território da metrópole. É assim que o aldeamento de Nossa Senhora da Escada passou a designar-se Vila Nova de Olivença, nome de uma povoação em Portugal.[carece de fontes?]
O Diretório dos Índios, projeto colonial desse período, incentivou a mestiçagem dos índios com os colonos portugueses, fato que facilitou a entrada de portugueses no território das vilas não apenas para "casar", mas também para negociar e ocupar o território (Diretório dos Índios, 1757). Perpetuou-se uma organização familiar e a ocupação habitacional do espaço da vila repudiados pelo modelo colonizador e baseados no cultivo de mandioca nas roças circundantes e na produção do vasto conjunto de derivados alimentares deste tubérculo - desde a farinha à bebida fermentada referida especificamente em fontes históricas sobre os índios de Olivença pelo nome "cauym" (Lisboa 1799 in Almeida 1916: 108). Há também referências à prática da pesca nos rios, à caça no mato e à coleta de caranguejos nos manguezais (Cf. Dias 2007: 17), bem como à elaboração de peças artesanais, sobretudo a partir da piaçava, que eram remetidas para Salvador onde eram comercializadas (Cf. Marcis 2004: 43, 44).[carece de fontes?]

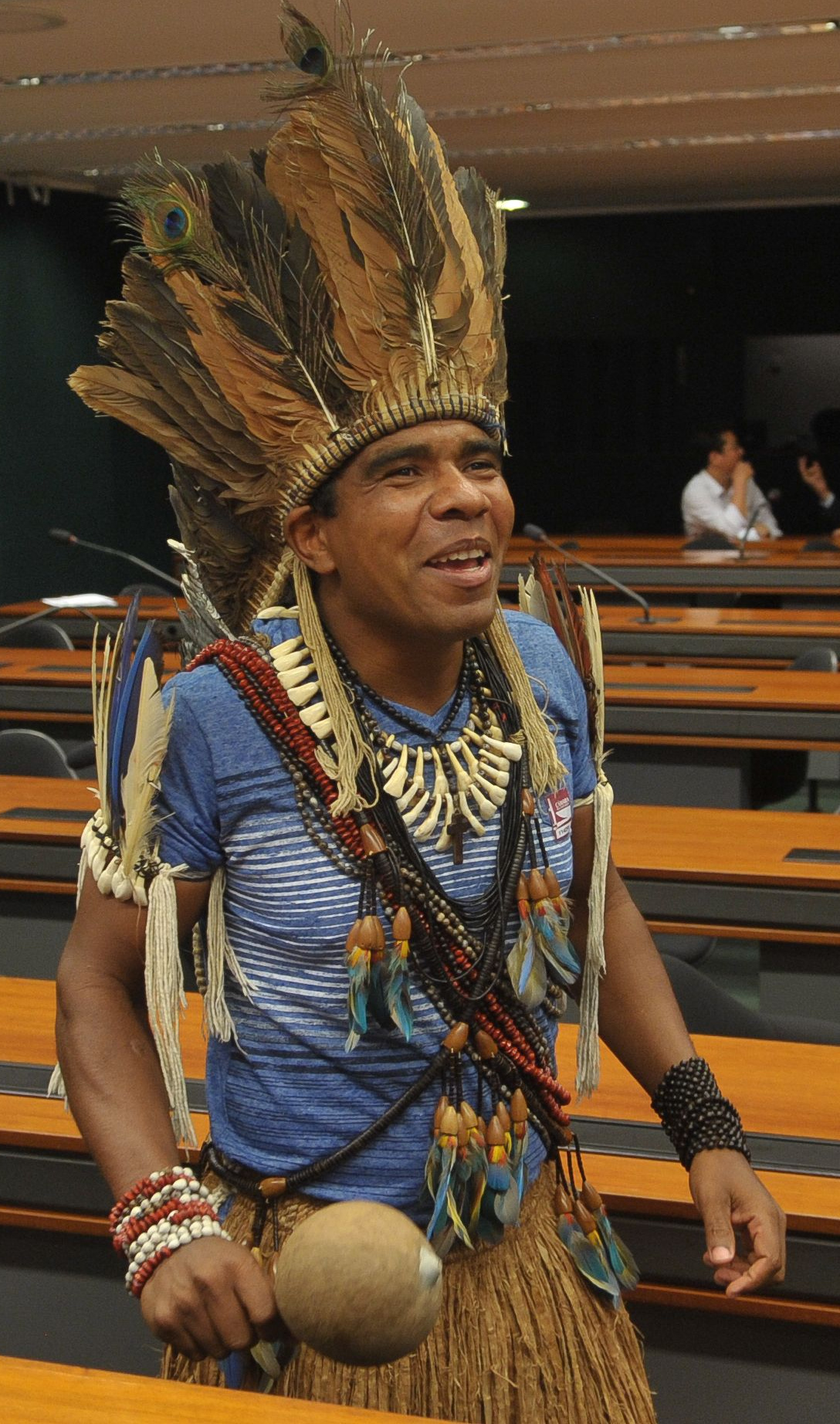
Babau Tupinambá, um líder dos Tupinambá de Olivença que foi preso por diversas vezes

Uma análise dos registros do cartório da vila mostra que, durante o século XIX, esse modelo de ocupação do território se manteve permanecendo até 1875 quando o Estado brasileiro declarou a extinção em todo o Brasil, do estatuto indígena dos antigos aldeamentos missionários e, assim, determinando que as terras dos antigos aldeamentos passassem a ter o estatuto de "terra devoluta" (Dantas et alli, 1992:451-2). Como "terra devoluta", essas terras poderiam ser transferidas do domínio patrimonial da Coroa para os estados membros e alvo de titulação de propriedade - Artigo 64, da Constituição Federal de 1891 (Garcez e Machado, 2001, p. 239). Em 1897, por meio da Lei nº. 198
do Governo do Estado da Bahia, essa legislação foi aplicada abrangendo Olivença. Os registros oficiais de nascimento e falecimento da população da vila até a década de 1930 continuaram a identificar a grande maioria da população como índios. Já durante a década de 1930 foi iniciada uma forte colonização pelos não índios, fato que fez com que grande parte dos índios se deslocassem para o interior do Brasil ou se refugiassem nas serras. Foi a partir de então que os índios começaram a tomar consciência do processo de povoamento do seu território e passaram a adotar diferentes estratégias de resistência.[carece de fontes?]
Uma das mais conhecidas corresponde à revolta de Marcelino (Paraíso 1989), em que o líder conhecido como Caboclo Marcelino, com um grupo de índios, procuraram salvaguardar os seus interesses face à pressão fundiária. Segundo a imprensa da época, o fizeram não apenas por meio do enfrentamento da repressão policial, mas também pela busca da proteção do então Serviço de Proteção ao Índio, que, no entanto, não os atendeu. A eficácia da luta de Marcelino evitou maior ocupação fundiária até ao final da década de 1930, tendo recebido apoio dos índios da região, abrigando-se e conseguindo refúgio, principalmente nas regiões da Serra das Trempes e da Serra do Padeiro. A revolta de Marcelino é, hoje, referência fundamental para os índios remanescentes, já que ele foi capaz de englobar simultaneamente características de herói, guerreiro e encantado. Dois anos depois da prisão e do desaparecimento de Marcelino, os índios de Olivença "não acham quem os defenda", conforme afirmou Curt Nimuendajú em 1938. Todavia, para que os brancos conseguissem efetivamente apropriar-se dessas terras, tiveram que lutar com forças policiais e poder administrativo, aqui usando do momento do coronelismo e do projeto autoritário modernizante da ditadura de Getúlio Vargas que marcou, efetivamente, as décadas de 1930-1940. Na vila, a administração passou a ser controlada pelos coronéis do cacau, os quais implementaram leis para afastar os índios que ainda habitavam a vila.[carece de fontes?]
A partir de 1945, a multiplicação de fazendas de cacau se tornou muito evidente, baseada na indicação de locais de nascimento e morte de moradores na região, registradas no livro do cartório da vila. Nunca parando de crescer, a privatização quase plena do território efetivou-se nas décadas de 1960-1970. A partir de 1964, a situação ficou ainda mais clara já que o decreto nº 19 132 de 21 de fevereiro de 1964 obrigava que existisse uma proporção de pelo menos a metade entre a área cultivada e a inculta na venda de terras devolutas. Há testemunhos orais de agrimensores ou "delegados de terras" que certificam que serviram de mediadores para negociações entre os interessados e os índios que habitavam na região de serras e matas, obtendo as terras por meios nem sempre economicamente vantajosos para os índios. A "conquista da vila pelos brancos" foi complementada pela colonização fundiária das serras e matas.[carece de fontes?]
Na década de 1990, há registros documentais na Fundação Nacional do Índio sobre a presença de uma comunidade indígena "arredia" em Olivença e a necessidade de ser atendida face à situação de não detentores de seu próprio território. O primeiro relatório resultante de uma visita da Fundação Nacional do Índio à região data de 1997 e, nele, o representante da Fundação Nacional do Índio afirma que, "após contacto e revelações do grupo meio arredio pelo pouco que são visitados, pude constatar que vivem em regime fechado e ainda conservam seus traços étnicos, legado dos primeiros povos a habitarem a região costeira da Bahia". No ano 2000, uma índia com maior instrução escolar conseguiu dinamizar um grupo de índios que em função da descedência tupi, se auto-proclamaram tupinambás, para participar do encontro que juntou representantes da grande maioria dos povos indígenas no Brasil em Porto Seguro. É a partir daí que os atuais tupinambás tomam consciência de que faziam parte desse mundo mais vasto com quem contactaram e acreditaram serem capazes de vencer uma luta pela defesa da criação de seu próprio território.[carece de fontes?]
Depois de solicitarem a delimitação do seu território à Fundação Nacional do Índio em 2002 e tendo conseguido que em 2003 se iniciassem os estudos preliminares de identificação da terra indígena, nos últimos seis anos viram a solução ser protelada com o aumento de colisões sociais face as terras ora requerida pela Funai, já pertencerem de fato e de direito aos não índios. Em 2006, os tupinambás pressionaram os órgãos do Estado para a conclusão de tais estudos por meio de sucessivas ocupações de fazenda, as quais deram o nome de "retomada" do território por si próprios. Tais atos foram apoiados desde o início pela Fundação Nacional do Índio. Com a adoção destes critérios de ocupação, os tupinambás invadiram algumas áreas expulsando os proprietários e desde então criaram aldeias com a tão sonhada independência de seu território.[carece de fontes?]
O advogado Vinicius Briglia Pinto explica que, no final de abril de 2009, a Fundação Nacional do Índio surpreendeu os proprietários de terras na região cacaueira ao divulgar a aprovação do Relatório Circunstanciado de Delimitação da Terra Indígena Tupinambá de Olivença, pleiteando as terras que estão encravadas nos municípios de Ilhéus, Buerarema e Una, no estado da Bahia, cujos territórios identificados e já delimitados seriam ocupações tradicionais do grupo indígena tupinambá de Olivença, cuja predominância de traços da vida social remontaria à grande família tupi, filiação que seria um resquício histórico remoto e uma marca efetiva na organização social e modo de vidas atuais.[carece de fontes?]
Apoiado em um trabalho acadêmico de uma antropóloga, que também veio coordenar os trabalhos de levantamento da área na qualidade de antropóloga coordenadora, a Funai pretende demarcar o território indígena a que chamam de Tupinambá de Olivença e que estaria situado no sul do estado da Bahia, estando majoritariamente inserido no município de Ilhéus, mas também nos municípios de Buerarema e Una. A vila de Olivença seria o marco referencial da área, por ter sido um dia, o local onde teria sido edificado o aldeamento jesuíta Aldeia de Nossa Senhora da Escada, no fim do século XVII.[carece de fontes?]
Segundo o relatório apresentado, viveriam, na área, aproximadamente 3 000 indígenas, que habitariam em "pequenas unidades familiares" distribuídas em uma área que corresponderia à superfície de 47 376 hectares e que abrangeria: a leste e norte, a costa marítima e uma área da mata atlântica; ao sul, a vila de Olivença; e para o interior, até uma cadeia de montanha composta pelas serras das Trempes, do Serrote e do Padeiro. A primeira reivindicação relacionada aos índios de Olivença, data de 1995 através da carta de uma assistente social em Ilhéus dirigida ao presidente da Funai em que pedia o reconhecimento étnico do grupo pelo referido órgão, sem, contudo, mencionar a que etnia pertenciam os referidos grupos, ou mesmo, que se tratasse da questão das terras.[carece de fontes?]
Em 14 de novembro de 2001, a Fundação Nacional do Índio determinou que fosse procedido o levantamento prévio sobre a demanda fundiária da população denominada Tupinambá de Olivença. O relatório chegou a afirmar que a dificuldade maior "NÃO era a reivindicação do reconhecimento mas o fato de afirmarem ser eles Tupinambá" e, ainda, que "dentre a questão de todas a mais complexa é a da própria Vila de Olivença. Tendo sido comprovadamente a sede da antiga aldeia tupi, é considerada o lugar de origem da comunidade" e reflete que "a par de toda essa discussão, o pouco tempo disponível, especialmente na vila e a própria complexidade da questão, não nos permitiram reunir dados suficientes para afirmar se uma possível demanda neste sentido estaria contemplada nos termos da legislação pertinente".[carece de fontes?]
Para o reconhecimento étnico oficial do grupo tupinambá, foi utilizado o critério de autoidentificação como descendentes de povos indígenas, reconhecendo a identidade indígena da comunidade Tupinambá de Olivença, de acordo com a legislação pátria e internacional. Em 2004, os tupinambás invadiram 290 hectares da Fazenda Futurama, de propriedade de Gildro Lisboa, situada na região da Serra do Padeiro, que impulsionou inúmeras outras invasões, cuja motivação era pressionar a Fundação Nacional do Índio a concluir o processo de demarcação.[carece de fontes?]
A Fundação Nacional de Saúde, que atua junto às comunidades indígenas, realizou o cadastramento de pessoas que se autodeclararam índios tupinambás de olivença.[carece de fontes?]

## Reação dos fazendeiros
Com a apresentação do relatório final em 2009, deflagrou-se uma manifestação pública da sociedade contra a demarcação indígena, insuflada pelo clamor dos pequenos produtores rurais envolvidos. Acuados e se sentindo impotentes frente à Funai, os fazendeiros foram se unindo numa cruzada contra a demarcação indígena, marcada por protestos que provocaram o fechamento da rodovia BR-101 por mais de duas horas na esperança de sensibilizar o Governo Federal no tocante a séria ameaça ao direito de propriedade preconizado pela Constituição Federal já que as terras em questão, foram adquiridas de forma lícita, compradas e devidamente tituladas.

## Prisão do Cacique Babau em 2010
Em 2010, o principal líder dos tupinambás de Olivença, Rosivaldo Ferreira da Silva, conhecido como Cacique Babau, foi preso pelo Departamento de Polícia Federal em uma ação na aldeia Serra do Padeiro. Babau foi solto em 17 de agosto de 2010, por força de liminar impetrada pela Comissão de Direitos Humanos da Assembleia Legislativa da Bahia. Babau foi preso por crimes cometidos em 2008 (invasões de fazendas, vandalismo, incêndio, tentativa de homicídio, resistência a prisão entre outros). Poucos meses após a prisão de Babau, sua irmã, Glicéria Jesus da Silva, também foi presa, enquanto desembarcava no aeroporto de Ilhéus vinda de Brasília, onde havia entregue um documento com reivindicações de seu povo para o presidente brasileiro Luiz Inácio Lula da Silva. Glicéria foi presa por agentes do Departamento de Polícia Federal sob a acusação de extorsão e formação de quadrilha. Também foi liberada no dia 17 de agosto de 2010. Ambos os mandados de soltura foram expedidos pelo juiz de Direito da Comarca de Buerarema, Antônio Carlos de Souza Hygino. Sua prisão foi criticada pelo representante do Conselho Indigenista Missionário de Itabuna, Haroldo Heleno, que enxerga na prisão um ato de intimidação contra as lideranças indígenas tupinambás.